# Dipeptidilna peptidaza IV
Dipeptidilna peptidaza IV (EC 3.4.14.5, dipeptidilna aminopeptidaza IV, Xaa-Pro-dipeptidil-aminopeptidaza, Gly-Pro naftilamidaza, postprolin dipeptidil aminopeptidaza IV, limfocitni antigen CD26, glikoprotein GP110, glicilprolinska aminopeptidaza, X-prolil dipeptidil aminopeptidaza, pep X, leukocitni antigen CD26, glicilprolil dipeptidilaminopeptidaza, dipeptidil-peptidna hidrolaza, glicilprolilna aminopeptidaza, dipeptidil-aminopeptidaza IV, DPP IV/CD26, amino acil-prolil dipeptidil aminopeptidaza, T ćelijski inicirajući molekul Tp103, X-PDAP) je enzim. Ovaj enzim katalizuje sledeću hemijsku reakciju
Odvajanje N-terminalnog dipeptida, Xaa-Yaa--Zaa-, sa polipeptida, preferentno kad je Yaa: Pro, i kad Zaa nije Pro niti hidroksiprolin
Ovaj enzim je homodimer. On je integralni protein ćelijske membrane limfocita i drugih sisarskih ćelija.

## Literatura
- Nicholas C. Price; Lewis Stevens (1999). Fundamentals of Enzymology: The Cell and Molecular Biology of Catalytic Proteins (Third изд.). USA: Oxford University Press. ISBN 019850229X.
- Eric J. Toone (2006). Advances in Enzymology and Related Areas of Molecular Biology, Protein Evolution (Volume 75 изд.). Wiley-Interscience. ISBN 0471205036.
- Branden C; Tooze J. Introduction to Protein Structure. New York, NY: Garland Publishing. ISBN 0-8153-2305-0.
- Irwin H. Segel. Enzyme Kinetics: Behavior and Analysis of Rapid Equilibrium and Steady-State Enzyme Systems (Book 44 изд.). Wiley Classics Library. ISBN 0471303097.
- William P. Jencks (1987). Catalysis in Chemistry and Enzymology. Dover Publications. ISBN 0486654605.

## Spoljašnje veze
- Dipeptidyl-peptidase+IV на 